# Jarrett Allen
Jarrett Allen (Round Rock, 21 aprile 1998) è un cestista statunitense, professionista in NBA con i Cleveland Cavaliers.

## Caratteristiche tecniche

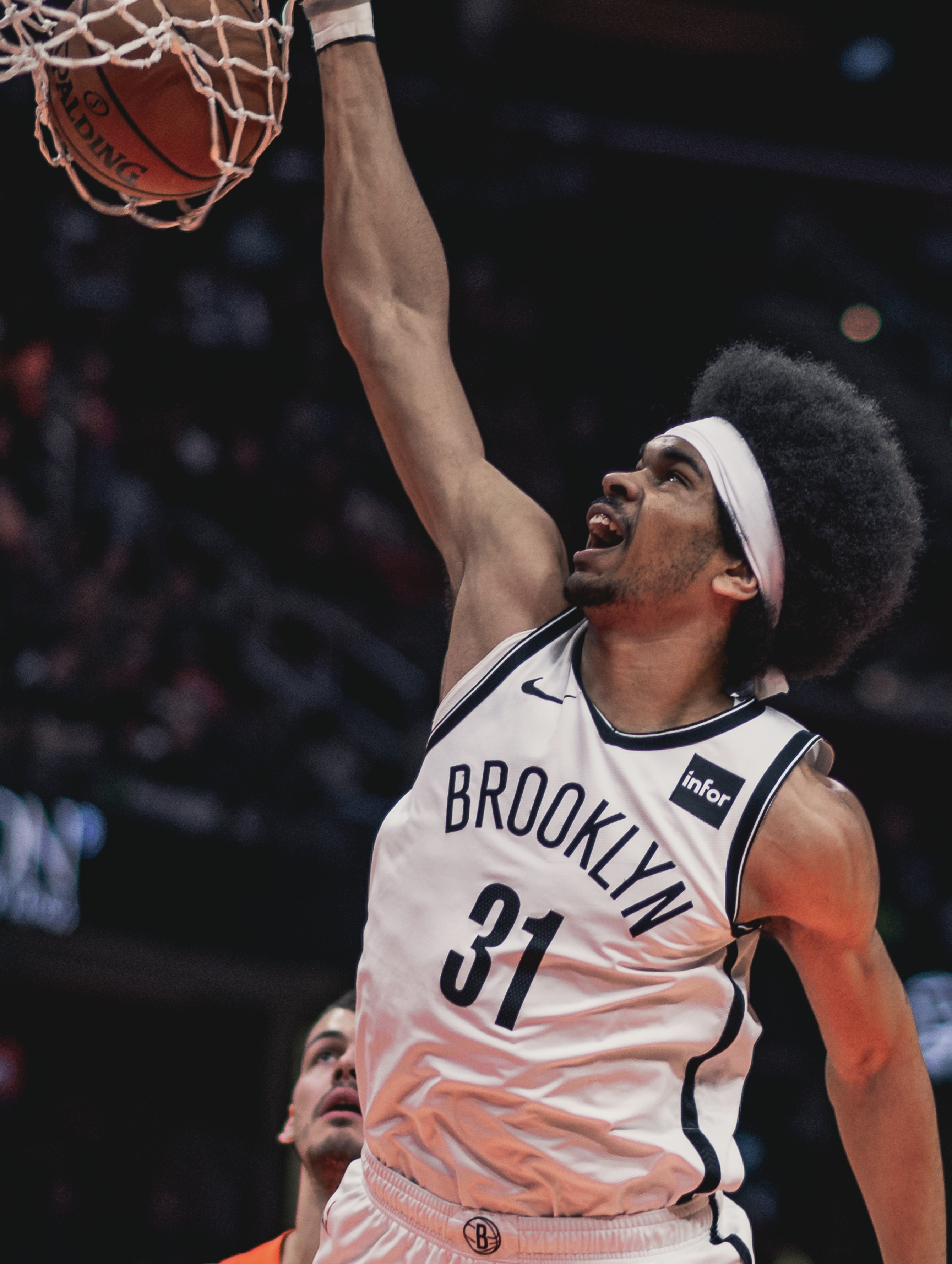
Allen al ferro con i Brooklyn Nets

Jarrett Allen è un ottimo rim protector, oltre che rimbalzista e stoppatore. Si distingue nella sua generazione perché si presenta come centro tradizionale e veloce, giocando quindi in post, nel lob pass, nel pick and roll e in difesa.

## Carriera

### NBA
Viene selezionato al Draft NBA 2017 con la 22ª scelta assoluta dai Brooklyn Nets. Nel gennaio 2021 viene scambiato ai Cleveland Cavaliers per una trade che comprendeva gli Houston Rockets.

## Statistiche
| * | Primo nella lega |

### NCAA
| Anno      | Squadra         | PG | PT | MP   | TC%  | 3P% | TL%  | RP  | AP  | PRP | SP  | PP   |
| --------- | --------------- | -- | -- | ---- | ---- | --- | ---- | --- | --- | --- | --- | ---- |
| 2016-2017 | Texas Longhorns | 33 | 33 | 32,2 | 56,6 | 0,0 | 56,4 | 8,5 | 0,8 | 0,6 | 1,5 | 13,4 |
| Carriera  | Carriera        | 33 | 33 | 32,2 | 56,6 | 0,0 | 56,4 | 8,5 | 0,8 | 0,6 | 1,5 | 13,4 |

#### Massimi in carriera
- Massimo di punti: 22 (2 volte)[3]
- Massimo di rimbalzi: 19 vs Kansas (21 gennaio 2017)
- Massimo di assist: 4 vs Eastern Washington (17 novembre 2016)
- Massimo di palle rubate: 3 (2 volte)
- Massimo di stoppate: 3 (4 volte)
- Massimo di minuti giocati: 37 (2 volte)

### NBA

#### Regular Season
| Anno      | Squadra             | PG  | PT  | MP   | TC%  | 3P%  | TL%  | RP   | AP  | PRP | SP  | PP   |
| --------- | ------------------- | --- | --- | ---- | ---- | ---- | ---- | ---- | --- | --- | --- | ---- |
| 2017-2018 | Brooklyn Nets       | 72  | 31  | 20,0 | 58,9 | 33,3 | 77,6 | 5,4  | 0,7 | 0,4 | 1,2 | 8,2  |
| 2018-2019 | Brooklyn Nets       | 80  | 80  | 26,2 | 59,0 | 13,3 | 70,9 | 8,4  | 1,4 | 0,5 | 1,5 | 10,9 |
| 2019-2020 | Brooklyn Nets       | 70  | 64  | 26,5 | 64,9 | 0,0  | 63,3 | 9,6  | 1,6 | 0,6 | 1,3 | 11,1 |
| 2020-2021 | Brooklyn Nets       | 12  | 5   | 26,7 | 67,7 | -    | 75,4 | 10,4 | 1,7 | 0,6 | 1,6 | 11,2 |
| 2020-2021 | Cleveland Cavaliers | 51  | 40  | 30,3 | 60,9 | 31,6 | 69,0 | 9,9  | 1,7 | 0,5 | 1,4 | 13,2 |
| 2021-2022 | Cleveland Cavaliers | 56  | 56  | 32,3 | 67,7 | 10,0 | 70,8 | 10,8 | 1,6 | 0,8 | 1,3 | 16,1 |
| 2022-2023 | Cleveland Cavaliers | 68  | 68  | 32,6 | 64,4 | 10,0 | 73,3 | 9,8  | 1,7 | 0,8 | 1,2 | 14,3 |
| 2023-2024 | Cleveland Cavaliers | 77  | 77  | 31,7 | 63,4 | 0,0  | 74,2 | 10,5 | 2,7 | 0,7 | 1,1 | 16,5 |
| 2024-2025 | Cleveland Cavaliers | 82  | 82  | 28,0 | 70,6 | 0,0  | 71,8 | 9,7  | 1,9 | 0,9 | 0,9 | 13,5 |
| Carriera  | Carriera            | 568 | 503 | 28,2 | 64,1 | 16,4 | 71,2 | 9,2  | 1,7 | 0,7 | 1,2 | 12,8 |
| All-Star  | All-Star            | 1   | 0   | 23,8 | 83,3 | 0,0  | -    | 9,0  | 1,0 | 1,0 | 2,0 | 10,0 |

#### Play-off
| Anno     | Squadra             | PG | PT | MP   | TC%   | 3P% | TL%  | RP    | AP  | PRP | SP  | PP   |
| -------- | ------------------- | -- | -- | ---- | ----- | --- | ---- | ----- | --- | --- | --- | ---- |
| 2019     | Brooklyn Nets       | 5  | 5  | 22,0 | 59,4  | -   | 85,0 | 6,8   | 2,2 | 0,6 | 0,6 | 11,0 |
| 2020     | Brooklyn Nets       | 4  | 4  | 33,0 | 58,3  | -   | 81,3 | 14,8* | 2,3 | 0,5 | 1,8 | 10,3 |
| 2023     | Cleveland Cavaliers | 5  | 5  | 38,2 | 61,1  | -   | 50,0 | 7,4   | 2,4 | 0,8 | 1,0 | 9,4  |
| 2024     | Cleveland Cavaliers | 4  | 4  | 31,8 | 67,6* | -   | 69,2 | 13,8  | 1,3 | 1,3 | 1,0 | 17,0 |
| 2025     | Cleveland Cavaliers | 9  | 9  | 29,0 | 72,1  | -   | 94,3 | 8,4   | 1,3 | 1,4 | 0,9 | 13,4 |
| Carriera | Carriera            | 27 | 27 | 30,4 | 65,3  | -   | 81,6 | 9,7   | 1,8 | 1,0 | 1,0 | 12,3 |

#### Massimi in carriera
- Massimo di punti: 29 vs Charlotte Hornets (4 febbraio 2022)[4]
- Massimo di rimbalzi: 24 vs Houston Rockets (16 gennaio 2019)
- Massimo di assist: 8 vs Sacramento Kings (7 agosto 2020)
- Massimo di palle rubate: 3 (9 volte)
- Massimo di stoppate: 6 (2 volte)
- Massimo di minuti giocati: 46 vs Charlotte Hornets (18 novembre 2022)

## Palmarès
- McDonald's All-American Game (2016)
- NBA All-Star Game (2022)